# Irena Šinko
Irena Šinko (ur. 5 stycznia 1964) – słoweńska urzędniczka i prawniczka, w latach 2022–2023 minister rolnictwa, leśnictwa i żywności.

## Życiorys
Ukończyła studia z inżynierii rolnictwa na Uniwersytecie Lublańskim oraz z prawa na Uniwersytecie Mariborskim. Pracowała jako technolog w fabryce pasz w Lendavie, inspektor rolny w Murskiej Sobocie i nauczycielka w szkole rolniczej. Od 1995 kierowała wydziałem rolnictwa i gospodarki w jednostce administracyjnej Murska Sobota. W latach 2010–2018 przez dwie kadencje zajmowała stanowisko dyrektora państwowego funduszu gruntów rolnych i leśnych (SKZG RS). Później ponownie zatrudniona w jednostce administracyjnej Murska Sobota.
W czerwcu 2022 z rekomendacji Ruchu Wolności objęła funkcję ministra rolnictwa, leśnictwa i żywności w rządzie Roberta Goloba. Zakończyła urzędowanie w październiku 2023.